# 巴爾納拉縣

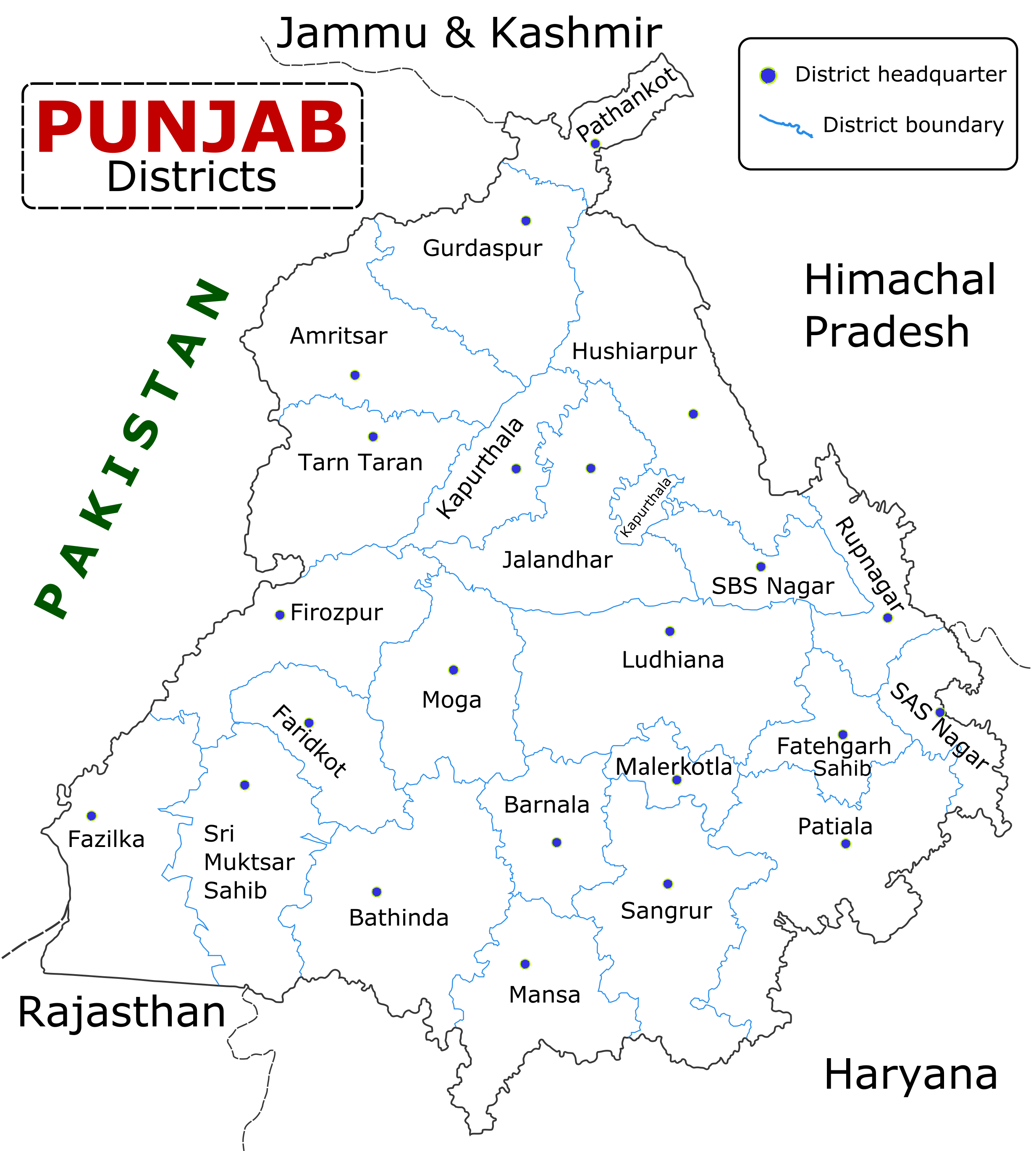

巴爾納拉縣是印度的一個縣，位於該國西北部，由旁遮普邦負責管轄，面積1,410平方公里，識字率為68.9%，2011年人口596,294，人口密度每平方公里423人。